# 圣马利亚教堂 (吕贝克)

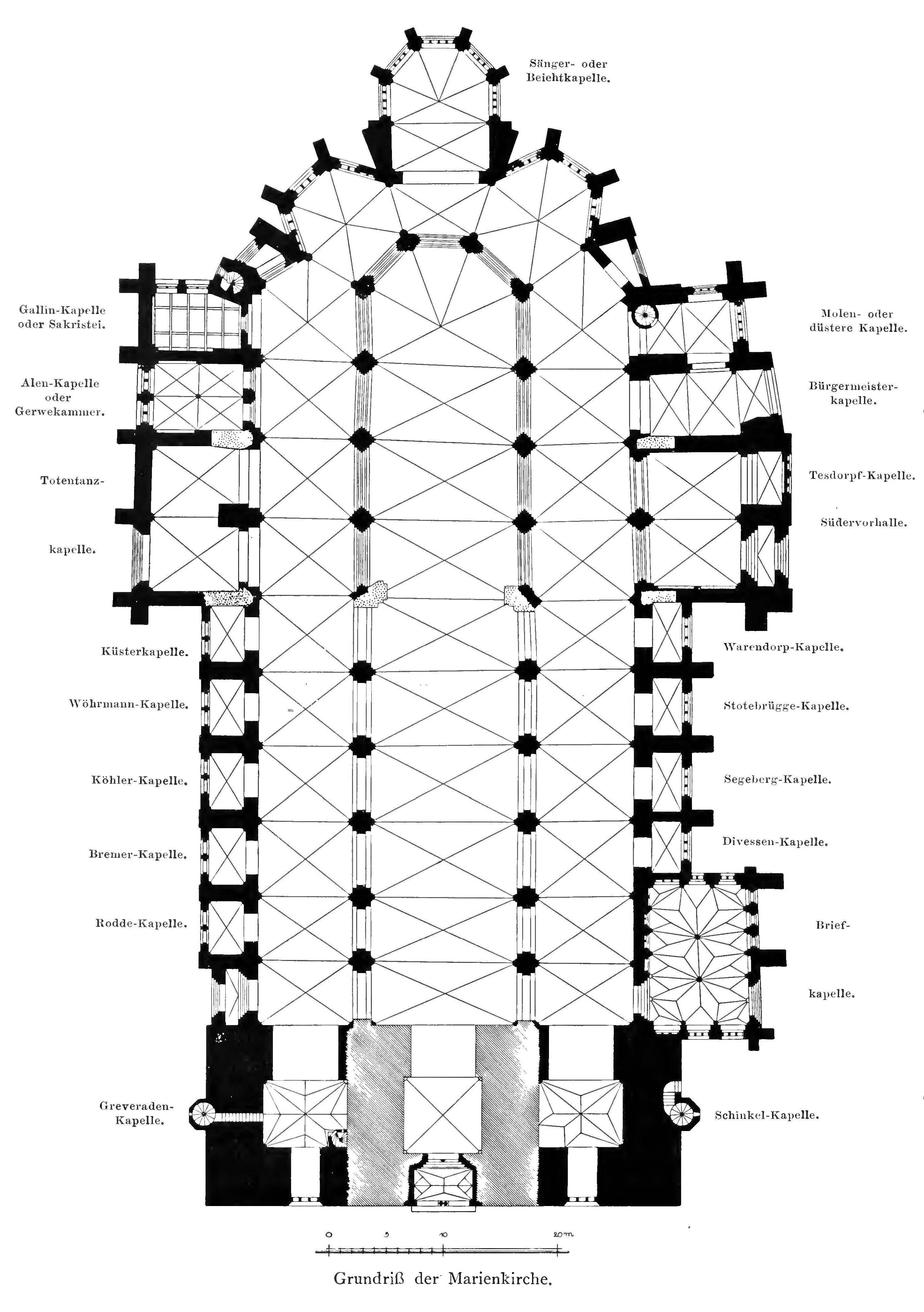
平面图

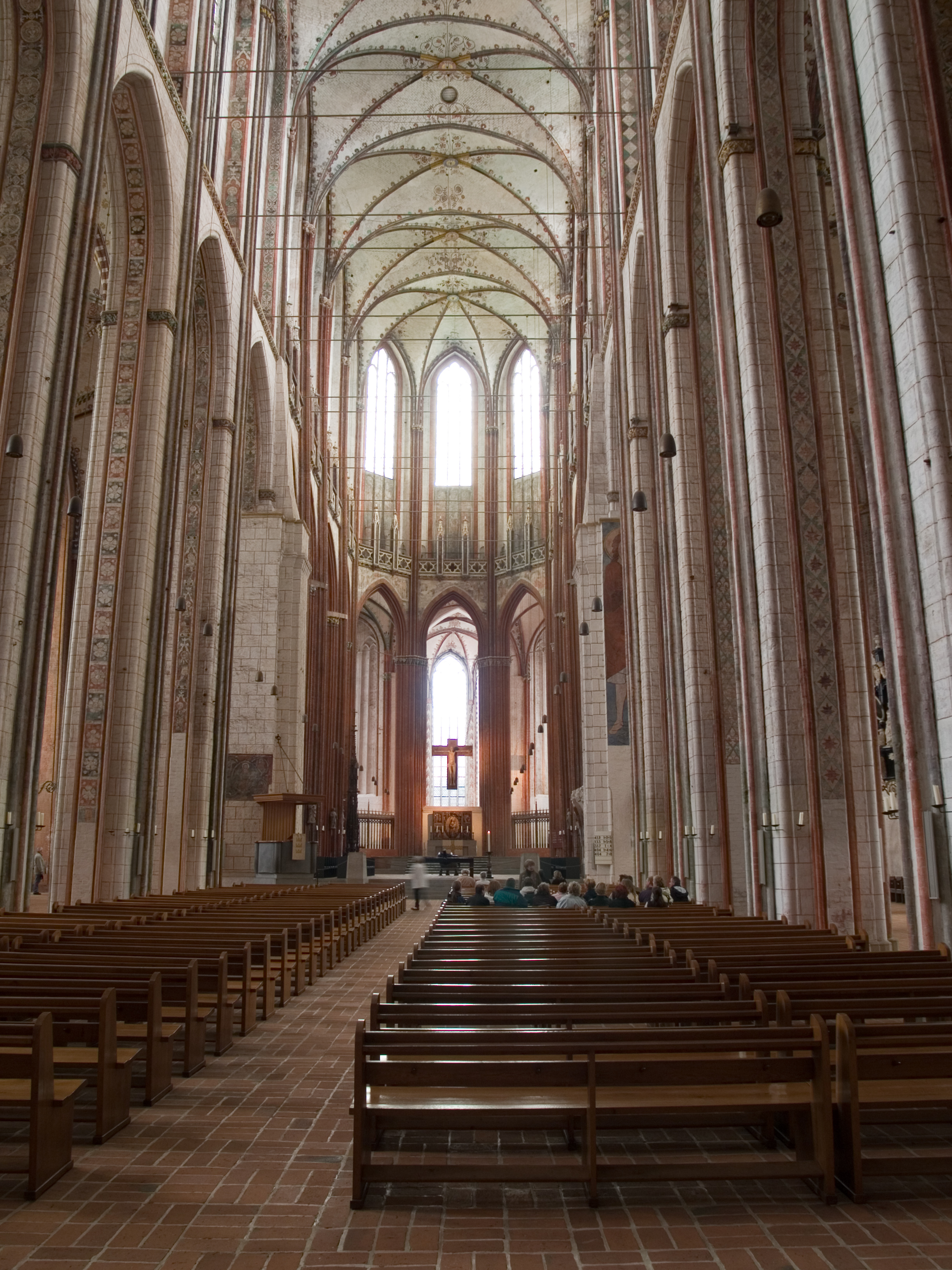
内部

圣马利亚教堂（德語：Lübecker Marienkirche）是德国北部城市吕贝克的一座大型路德会教堂，兴建于1265年到1352年。教堂在呂貝克老城區島的最高點，位於漢薩商人區，商人區從特拉夫河岸的倉庫一直延伸到教堂。作為呂貝克市民和市議會的主要教區教堂，它建在市政廳和市場附近。 
這座教堂是一座中殿加兩個側廊的巴西利卡型聖殿，帶有側廊小堂、內殿迴廊帶有輻射狀後殿小堂以及像耳堂一樣的前廳。西側面有巨大的雙塔立面。塔高包括風向標在內分別為 124.95 公尺和 124.75 公尺。它有世界上最高的磚拱頂，中央大廳高 38.5 公尺。
聖瑪麗亞教堂是北德磚砌哥德式建築的典型代表，為波羅的海地區大約 70 座其他教堂樹立了標準。它被稱為“磚砌哥德式的母教堂”，被認為是波羅的海地區教堂建築的主要作品，具有重大的建築意義。由於其建築上的重要性以及見證漢薩同盟（呂貝克是事實上的首都）在中世紀的影響，教堂於 1987 年與呂貝克市中心一起被列入聯合國教科文組織世界遺產名錄。聖瑪麗教堂屬於德國北部的福音路德教會。
多年以来，它是这座汉萨同盟首府财富和权势的象征。现在仍是德国第三大教堂，吕贝克的最高建筑。它的规模超过了吕贝克主教座堂。圣马利亚教堂及整个老城均被列为世界遗产。